# ランディ・クートゥア
ランディ・クートゥア（Randy Couture、1963年6月22日 - ）は、アメリカ合衆国の男性俳優、元総合格闘家。ワシントン州エバレット出身。エクストリーム・クートゥア主宰。元UFC世界ヘビー級王者。元UFC世界ライトヘビー級王者。UFC史上初の二階級制覇王者。UFC殿堂入り。UFC史上最年長王座獲得記録（43歳）を保持。

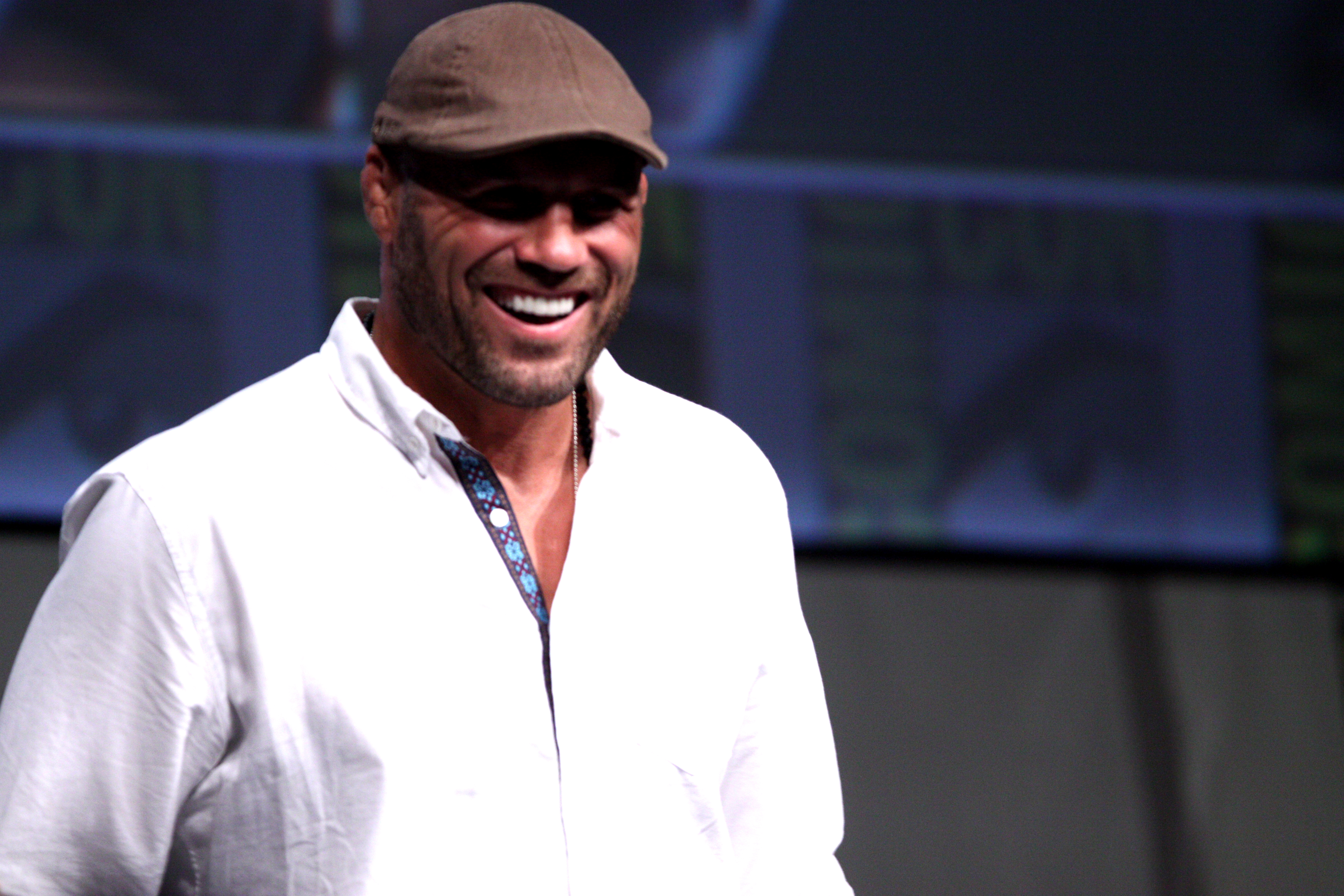
笑顔を見せるクートゥア

四十路を越えてもなお厳しいトレーニングを重ね43歳でUFC王者になったことや、タイトルマッチをUFC史上最多の16度（UFC 13のトーナメント決勝を含む）戦ったことから「鉄人」と称される。グレコローマンのクリンチ、テイクダウン技術に加え、ボクシングとパウンドに優れ、今日の総合格闘技の戦法に大きな足跡を残した。UFCにおいて、ヘビー級とライトヘビー級の2階級で通算6度の王座戴冠という前人未到の記録を達成している。

## 来歴
高校時代にレスリングで州王者になる。高校卒業後にアメリカ陸軍に入隊。軍曹を務め、1982年から1988年まで在籍。その間にグレコローマンレスリングとボクシングを経験した。除隊後、オクラホマ州立大学で、NCAAのディビジョン1で2度準優勝し、オールアメリカンに3度選出。1988年、1992年、1996年の3度オリンピックの補欠選手に選考された。その後、大学時代仲の良かったドン・フライが出場したUFC 10を観戦し、総合格闘技への転向を決意した。

### 総合格闘技
1997年5月30日、33歳での総合格闘技デビュー戦となったUFC 13のヘビー級トーナメント1回戦でトニー・ホームに開始56秒にチョークスリーパーで一本勝ち。決勝でスティーブン・グラハムにパウンドで1RTKO勝ちし、優勝を果たした。
1997年10月17日、UFC 15のヘビー級王座挑戦者決定戦でビクトー・ベウフォートと対戦し、パウンドで1RTKO勝ちを収め王座挑戦権を獲得した。

#### ヘビー級世界王座獲得
1997年12月21日、UFC JapanのUFC世界ヘビー級タイトルマッチで王者モーリス・スミスに挑戦し、2-1の判定勝ちを収め王座獲得に成功した。

#### UFC離脱
契約問題からUFCを離脱し、ヘビー級王座を剥奪される。
1998年10月25日、VALE TUDO JAPAN '98でエンセン井上に腕ひしぎ十字固めで1R一本負け。
1999年3月22日、リングスに初出場しイリューヒン・ミーシャにチキンウィングアームロックで1R一本負け。その後、一時総合格闘技を休養し、アマチュアレスリングに復帰をしている。
2000年10月9日、リングスのKING of KINGSトーナメントに参戦し、1回戦でジェレミー・ホーンに3-0の判定勝ち。2回戦では柳澤龍志に2-0の判定勝ち。

#### UFC復帰・ヘビー級世界王座奪還
2000年11月17日、UFC復帰戦となったUFC 28のUFC世界ヘビー級タイトルマッチで王者ケビン・ランデルマンに挑戦し、パウンドで3RTKO勝ち。2度目のヘビー級王座獲得に成功した。
2001年2月24日、リングスのKING of KINGSトーナメント準々決勝で高阪剛を3-0の判定で破るも、続く準決勝でヴァレンタイン・オーフレイムにフロントチョークで1R一本負けを喫した。
2001年5月4日、UFC 31のUFC世界ヘビー級タイトルマッチで挑戦者ペドロ・ヒーゾと対戦し、3-0の5R判定勝ちで王座の初防衛に成功するも、接戦だったためUFC 34でヒーゾとの再戦が組まれ、パウンドで3RTKO勝ちを収め、2度目の王座防衛に成功した。
2002年3月22日、UFC 36のUFC世界ヘビー級タイトルマッチで挑戦者ジョシュ・バーネットと対戦し、パウンドで2RTKO負け。3度目の防衛に失敗し、王座から陥落した。しかし、その後バーネットは薬物検査を失格して王座を剥奪されている。
2002年9月27日、UFC 39のUFC世界ヘビー級王座決定戦でリコ・ロドリゲス (格闘家)と対戦し、グラウンドの肘打ちでギブアップ負けを喫し王座獲得に失敗した。

#### ライトヘビー級世界暫定王座獲得
2003年6月6日、ライトヘビー級転向初戦となったUFC 43のUFC世界ライトヘビー級暫定王座決定戦でチャック・リデルと対戦し、マウントパンチで3RTKO勝ちを収め王座獲得に成功。UFC史上初の2階級制覇王者となった。
同じく2003年、映画「ブラック・ダイヤモンド」に出演。

#### ライトヘビー級世界王座統一
2003年9月26日、UFC 44のUFC世界ライトヘビー級王座統一戦で正規王者ティト・オーティズと対戦し、3-0（50-44、50-44、50-45）の5R判定勝ちを収め王座統一に成功した。
2004年1月31日、UFC 46のUFC世界ライトヘビー級タイトルマッチで挑戦者ビクトー・ベウフォートと5年ぶりに再戦し、試合開始わずか48秒で右目付近をカットしてしまい、ドクターストップによるTKO負けを喫し王座から陥落した。

#### ライトヘビー級世界王座奪還
2004年8月21日、UFC 49のUFC世界ライトヘビー級タイトルマッチで王者ビクトー・ベウフォートに挑戦し、3R終了時にドクターストップでTKO勝ちを収め王座奪還に成功した。試合後には、試合を観戦していたPRIDEミドル級（-93kg）王者のヴァンダレイ・シウバに統一戦を要求した。
2005年1月から4月にかけて放送されたリアリティ番組「The Ultimate Fighter 1」でチャック・リデルと共にコーチを務めた。
2005年4月16日、UFC 52のUFC世界ライトヘビー級タイトルマッチで挑戦者チャック・リデルと2年ぶりに再戦し、右ストレートでダウンを奪われ、パウンドで1RKO負けを喫し王座から陥落した。
2006年2月4日、UFC 57のUFC世界ライトヘビー級タイトルマッチで王者チャック・リデルとラバーマッチを行い、カウンターの右フックでダウンを奪われ、パウンドで2RKO負けを喫し王座獲得に失敗した。敗戦直後に引退を表明。6月24日、The Ultimate Fighter 3 Finaleの大会中に、UFCで4人目となるUFC殿堂入りが発表された。
2006年11月17日、グラップリング大会のX-MISSIONにおいてムンジアル王者にしてアブダビ王者のホナウド・ジャカレイと対戦。40歳を超えてグラップリング界のトップ選手に引き分けた。
2007年1月11日、UFC 68での復帰とヘビー級への再転向が発表された。同年2月3日、ラスベガスに設立した自らのジム「エクストリーム・クートゥア」のジム開きを行った。

#### 3度目のヘビー級世界王座獲得
2007年3月3日、43歳での復帰戦となったUFC 68のUFC世界ヘビー級タイトルマッチで王者ティム・シルビアに挑戦。試合前は不利と目されていたが、試合では1R早々から右ストレートでダウン奪うなどシルビアを圧倒し、3-0（50-45、50-45、50-45）の5R判定勝ちを収め王座獲得に成功した。
2007年8月25日、UFC 74のUFC世界ヘビー級タイトルマッチで挑戦者ガブリエル・ゴンザーガと対戦し、マウントパンチで3RTKO勝ち。王座の初防衛に成功し、ファイト・オブ・ザ・ナイトを受賞した。44歳にして王座を防衛したが、3Rにゴンザーガのハイキックをブロックした際に左前腕を骨折。全治6週間の重傷となった。
2007年10月11日、2試合の契約を残したままUFCからの離脱およびヘビー級王座の返上を表明（UFCはクートゥアの契約を解除することはなく、王座の返上も認めないとする声明を発表）。これに関してクートゥアは、PRIDEヘビー級王者エメリヤーエンコ・ヒョードルがUFCとの契約が成立せず対戦が実現しなかったこと、ギャラへの不満等を理由に挙げている。前後して、ユニバーサル映画「スコーピオン・キング2」へ主演し、南アフリカで撮影を行った。
以来、UFC（ズッファ）と複数の法廷闘争を行っていたが、2008年7月31日、HDNetがズッファに対して起こした裁判でテキサス州最高裁判所が「クートゥアの契約不履行」との判断を示し、事実上の敗訴となった。9月2日、UFCの記者会見で和解の成立およびUFCとの再契約が発表された。
2008年11月15日、1年3か月ぶりの復帰戦となったUFC 91のUFC世界ヘビー級タイトルマッチで挑戦者ブロック・レスナーと対戦。2Rに右フックでダウンを奪われ、パウンドを受け続けてTKO負け。2度目の防衛に失敗し、王座から陥落した。
2009年8月29日、UFC 102でアントニオ・ホドリゴ・ノゲイラと対戦し、0-3の判定負け。敗れはしたものの、ファイト・オブ・ザ・ナイトを受賞した。同年11月14日、UFC 105でブランドン・ヴェラと対戦し、ダウンを奪われる場面もあったが試合全体を優位に進めて3-0の判定勝ちを収めた。
2010年2月6日、UFC 109でマーク・コールマンと対戦。UFC殿堂入り選手同士の対戦となったが、チョークスリーパーで2R一本勝ちを収めた。
2010年8月28日、UFC 118で元ボクシング3階級王者のジェームズ・トニーと対戦。試合開始早々にシングルレッグのタックルでテイクダウンし、すぐにマウントを奪取して肩固めで1R一本勝ち。。UFC最年長勝利記録の47歳での勝利となった。
2011年4月30日、引退試合としてUFC 129でリョート・マチダと対戦し、前蹴りで2RKO負けを喫し、47歳での現役引退となった。
2019年10月23日、心臓発作を起こし緊急手術を受ける。トレーニング中に胸部に痛みを感じたためローラーを使って痛みを取ろうとしたが解消せず、トレーニング終了後に帰宅し休息を取るが、それでも痛みが収まらなかったため、徒歩で病院に行ったところ、即集中治療室に入り緊急手術となった。

## 人物・エピソード

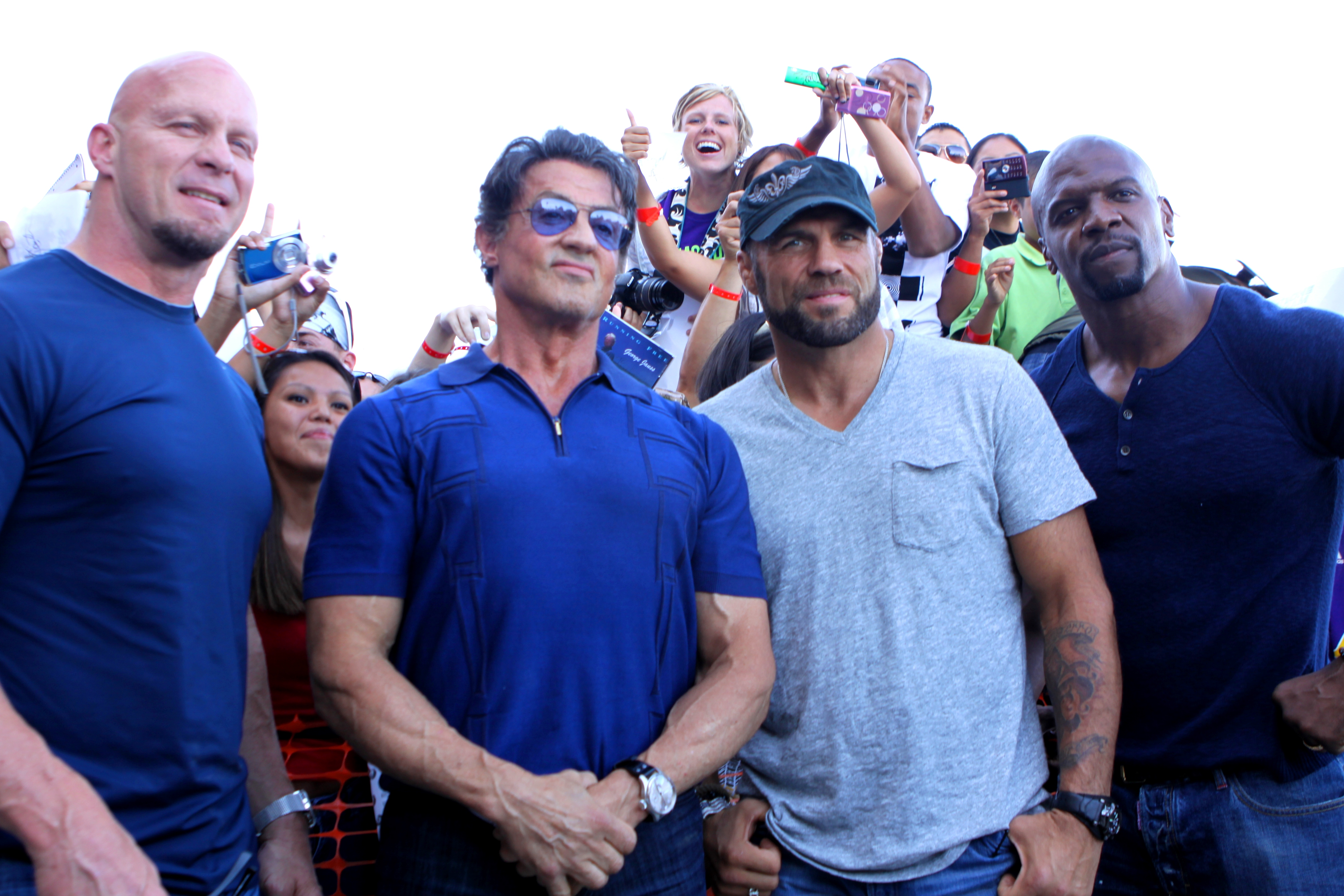
スティーブ・オースチン、シルヴェスター・スタローン、テリー・クルーズと記念撮影するクートゥア（2010年）

- 俳優業にも進出しており、エクスペンダブルズシリーズを始め多くの映画に出演している。
- 息子のライアン・クートゥア（英語版）、元妻キム・クートゥアも総合格闘家である。

## 戦績

### 総合格闘技
| 総合格闘技 戦績 | 総合格闘技 戦績 | 総合格闘技 戦績 | 総合格闘技 戦績 | 総合格闘技 戦績 | 総合格闘技 戦績 | 総合格闘技 戦績 |
| --------------- | --------------- | --------------- | --------------- | --------------- | --------------- | --------------- |
| 30 試合         | (T)KO           | 一本            | 判定            | その他          | 引き分け        | 無効試合        |
| 19 勝           | 7               | 4               | 8               | 0               | 0               | 0               |
| 11 敗           | 6               | 4               | 1               | 0               | 0               | 0               |

| 勝敗 | 対戦相手                       | 試合結果                                 | 大会名                                                                | 開催年月日     |
| ×    | リョート・マチダ               | 2R 1:05 KO（前蹴り）                     | UFC 129: St-Pierre vs. Shields                                        | 2011年4月30日  |
| ○    | ジェームズ・トニー             | 1R 3:19 肩固め                           | UFC 118: Edgar vs. Penn 2                                             | 2010年8月28日  |
| ○    | マーク・コールマン             | 2R 1:09 チョークスリーパー               | UFC 109: Relentless                                                   | 2010年2月6日   |
| ○    | ブランドン・ヴェラ             | 5分3R終了 判定3-0                        | UFC 105: Couture vs. Vera                                             | 2009年11月14日 |
| ×    | アントニオ・ホドリゴ・ノゲイラ | 5分3R終了 判定0-3                        | UFC 102: Couture vs. Nogueira                                         | 2009年8月29日  |
| ×    | ブロック・レスナー             | 2R 3:07 TKO（パウンド）                  | UFC 91: Couture vs. Lesnar 【UFC世界ヘビー級タイトルマッチ】          | 2008年11月15日 |
| ○    | ガブリエル・ゴンザーガ         | 3R 1:37 TKO（マウントパンチ）            | UFC 74: Respect 【UFC世界ヘビー級タイトルマッチ】                     | 2007年8月25日  |
| ○    | ティム・シルビア               | 5分5R終了 判定3-0                        | UFC 68: The Uprising 【UFC世界ヘビー級タイトルマッチ】                | 2007年3月3日   |
| ×    | チャック・リデル               | 2R 1:28 KO（右フック）                   | UFC 57: Liddell vs. Couture 3 【UFC世界ライトヘビー級タイトルマッチ】 | 2006年2月4日   |
| ○    | マイク・ヴァン・アースデイル   | 3R 0:52 スピニングチョーク               | UFC 54: Boiling Point                                                 | 2005年8月20日  |
| ×    | チャック・リデル               | 1R 2:06 KO（右ストレート→パウンド）      | UFC 52: Couture vs. Liddell 2 【UFC世界ライトヘビー級タイトルマッチ】 | 2005年4月16日  |
| ○    | ビクトー・ベウフォート         | 3R終了時 TKO（ドクターストップ）         | UFC 49: Unfinished Business 【UFC世界ライトヘビー級タイトルマッチ】   | 2004年8月21日  |
| ×    | ビクトー・ベウフォート         | 1R 0:48 TKO（カット）                    | UFC 46: Supernatural 【UFC世界ライトヘビー級タイトルマッチ】          | 2004年1月31日  |
| ○    | ティト・オーティズ             | 5分5R終了 判定3-0                        | UFC 44: Undisputed 【UFC世界ライトヘビー級王座統一戦】                | 2003年9月26日  |
| ○    | チャック・リデル               | 3R 2:40 TKO（マウントパンチ）            | UFC 43: Meltdown 【UFC世界ライトヘビー級暫定王座決定戦】              | 2003年6月6日   |
| ×    | リコ・ロドリゲス               | 5R 3:04 ギブアップ（グラウンドの肘打ち） | UFC 39: The Warriors Return 【UFC世界ヘビー級王座決定戦】             | 2002年9月27日  |
| ×    | ジョシュ・バーネット           | 2R 4:35 TKO（パウンド）                  | UFC 36: Worlds Collide 【UFC世界ヘビー級タイトルマッチ】              | 2002年3月22日  |
| ○    | ペドロ・ヒーゾ                 | 3R 1:38 TKO（パウンド）                  | UFC 34: High Voltage 【UFC世界ヘビー級タイトルマッチ】                | 2001年11月2日  |
| ○    | ペドロ・ヒーゾ                 | 5分5R終了 判定3-0                        | UFC 31: Locked and Loaded 【UFC世界ヘビー級タイトルマッチ】           | 2001年5月4日   |
| ×    | ヴァレンタイン・オーフレイム   | 1R 0:56 フロントチョーク                 | リングス KING of KINGS GRAND-FINAL 【準決勝】                         | 2001年2月24日  |
| ○    | 高阪剛                         | 5分2R終了 判定3-0                        | リングス KING of KINGS GRAND-FINAL 【準々決勝】                       | 2001年2月24日  |
| ○    | ケビン・ランデルマン           | 3R 4:13 TKO（パウンド）                  | UFC 28: High Stakes 【UFC世界ヘビー級タイトルマッチ】                 | 2000年11月17日 |
| ○    | 柳澤龍志                       | 5分2R終了 判定2-0                        | リングス KING of KINGS Aブロック 【2回戦】                            | 2000年10月9日  |
| ○    | ジェレミー・ホーン             | 5分2R+延長5分終了 判定3-0                | リングス KING of KINGS Aブロック 【1回戦】                            | 2000年10月9日  |
| ×    | イリューヒン・ミーシャ         | 1R 7:43 チキンウィングアームロック       | リングス RISE 1st                                                     | 1999年3月22日  |
| ×    | エンセン井上                   | 1R 1:39 腕ひしぎ十字固め                 | VALE TUDO JAPAN '98                                                   | 1998年10月25日 |
| ○    | モーリス・スミス               | 21分1R終了 判定2-1                       | UFC Japan: Ultimate Japan 【UFC世界ヘビー級タイトルマッチ】           | 1997年12月21日 |
| ○    | ビクトー・ベウフォート         | 1R 8:16 TKO（パウンド）                  | UFC 15: Collision Course                                              | 1997年10月17日 |
| ○    | スティーブン・グラハム         | 1R 3:13 TKO（パウンド）                  | UFC 13: The Ultimate Force 【ヘビー級トーナメント 決勝】              | 1997年5月30日  |
| ○    | トニー・ホーム                 | 1R 0:56 チョークスリーパー               | UFC 13: The Ultimate Force 【ヘビー級トーナメント 1回戦】             | 1997年5月30日  |

### グラップリング
| 勝敗 | 対戦相手             | 試合結果                     | 大会名    | 開催年月日     |
| △    | ホナウド・ジャカレイ | 4分2R+延長1分2R終了 時間切れ | X-MISSION | 2006年11月17日 |

## 獲得タイトル
- レスリング
  - レスリングパンアメリカン選手権 グレコローマン90kg級 優勝（1991年）
  - パンアメリカン競技大会 グレコローマン90kg級 優勝（1991年）
- UFC
  - UFC 13ヘビー級トーナメント 優勝（1997年）
  - 第3代UFC世界ヘビー級王座（1997年）
  - 第6代UFC世界ヘビー級王座（2000年）
  - UFC世界ライトヘビー級暫定王座（2003年）
  - 第3代UFC世界ライトヘビー級王座（2003年）
  - 第5代UFC世界ライトヘビー級王座（2004年）
  - 第13代UFC世界ヘビー級王座（2007年）

## 表彰
- UFC ファイト・オブ・ザ・ナイト（2回）
- UFC殿堂入り（2006年）
- SHERDOG ファイター・オブ・ザ・イヤー（2003年）
- SHERDOG カムバック・オブ・ザ・イヤー（2003年）

## 出演

### 映画
| 公開年 | 邦題 原題                                                  | 役名               | 備考                        |
| ------ | ---------------------------------------------------------- | ------------------ | --------------------------- |
| 2007   | ザ・ユニット 米軍極秘部隊 The Unit                         | ストリックランド   | テレビシリーズ、2エピソード |
| 2008   | レッドベルト 傷だらけのファイター Redbelt                  | ディラン・フリン   |                             |
| 2008   | スコーピオン・キング2 The Scorpion King: Rise of a Warrior | Sargon             | ビデオ作品                  |
| 2010   | エクスペンダブルズ The Expendables                         | トール・ロード     |                             |
| 2011   | セットアップ Setup                                         | ピーティ           |                             |
| 2011   | Once I Was a Champion                                      | 本人役             |                             |
| 2012   | ハイジャッキング Hijacked                                  | ポール・ロス       |                             |
| 2012   | エクスペンダブルズ2 The Expendables 2                      | トール・ロード     |                             |
| 2013   | レイジング・コップス Ambushed                              | ジャック・ライリー | 製作                        |
| 2014   | エクスペンダブルズ3 ワールドミッション The Expendables 3   | トール・ロード     |                             |
| 2022   | BLOWBACK ブロウバック Blowback                             | ジャック           |                             |
| 2023   | エクスペンダブルズ ニューブラッド Expend4bles              | トール・ロード     |                             |